# IRENE
IRENE（イレーネ、1982年6月20日 - ）は、元ZIP-FMのミュージックナビゲーター、ラジオパーソナリティ。
本名はイレーネ・デワルト（Irene Dewald）。

## 人物・来歴
愛知県日進市出身。日本人とドイツ人のハーフ。6人兄妹の第6子で、兄が4人と姉が1人いる。小学6年生の時に1年間ドイツに留学したことがある。
ロンドン大学ロイヤルホロウェイ校演劇学部卒業。舞台女優としても活動していたことがある。その後幡豆町の臨時職員をしていたところ、これが地元の中日新聞に掲載され。この記事を読んだZIP-FMの社員に「ラジオに出ませんか」と声をかけられたことがこの世界に入ることになったきっかけである。
2010年4月4日、日曜日の朝の番組『SWEET SUITE』でデビューした。その後、翌年の改編から2016年の改編まで『BEATNIK JUNCTION』を担当していた。その後も『Z-POP COUNTDOWN 30』を担当するなど、同局の主力DJとして活躍した。
2022年3月で、ZIP-FMとの契約満了。同年秋からは東海ラジオの平日夕方のワイド帯番組『bre:eze』のDJとして起用された。
好きなDJとして小林克也を挙げている。実際にIRENE本人が番組宛に送ったメッセージが小林に読まれたことがあるという。

## 番組

### ラジオ
東海ラジオ
- bre:eze（毎週月曜日 - 金曜日 15:00 - 17:00、2022年9月26日 - ）

愛知北エフエム放送
- Life with…（毎週金曜日 11:00 - 12:00、2022年7月1日 - ）

ZIP-FM
- WAKEY WAKEY（毎週日曜日 7:00 - 10:00→毎週土曜日 7:00 - 10:00→毎週土曜日 7:30 - 10:00、2018年4月1日 - 2022年3月26日[6]）
- GOODY（毎週金曜日 9:00 - 13:00、2016年4月1日 - 2018年11月30日[6]）
- Z-POP COUNTDOWN 30（毎週土曜日 13:00 - 15:00、2016年4月2日 - 2018年3月31日）
- BEATNIK JUNCTION（毎週月曜日 - 木曜日 17:00 - 19:00、2011年4月4日 - 2016年3月31日）
- SWEET SUITE（毎週日曜日 7:00 - 13:00、2010年4月4日 - 2011年3月27日） ※デビュー番組
- JOYFUL（2022年3月18日）※堀江美穂の代打